# 收回威海卫纪念塔
37°51′06″N 122°12′44″E / 37.85167°N 122.21222°E
收回威海卫纪念塔是位于山东省威海市环翠区的一座纪念塔，1931年为纪念中华民国从英国收回威海卫而建。

## 背景
19世纪末，西方列强掀起瓜分中国狂潮。继俄羅斯帝國租借旅大之后，英国以抵御俄国為由，强迫清朝政府签订《订租威海卫专条》，将威海卫及附近水面和全湾沿岸10英里以内，东起大岚山、西至马山嘴、南至草庙子以内，不包括威海卫城的738.15平方公里的区域租给英国，租期与俄国租借旅大期限相同，为25年。一战结束后，经过中华民国与英国艰难谈判，终于确定于1930年10月将威海卫交还中国（刘公岛仍续租10年）。10月1日上午，英国对威海卫的统治正式结束，实际统治了32年。第二年，威海卫管理公署为庆祝收回威海卫一周年而兴建此塔。

## 介绍

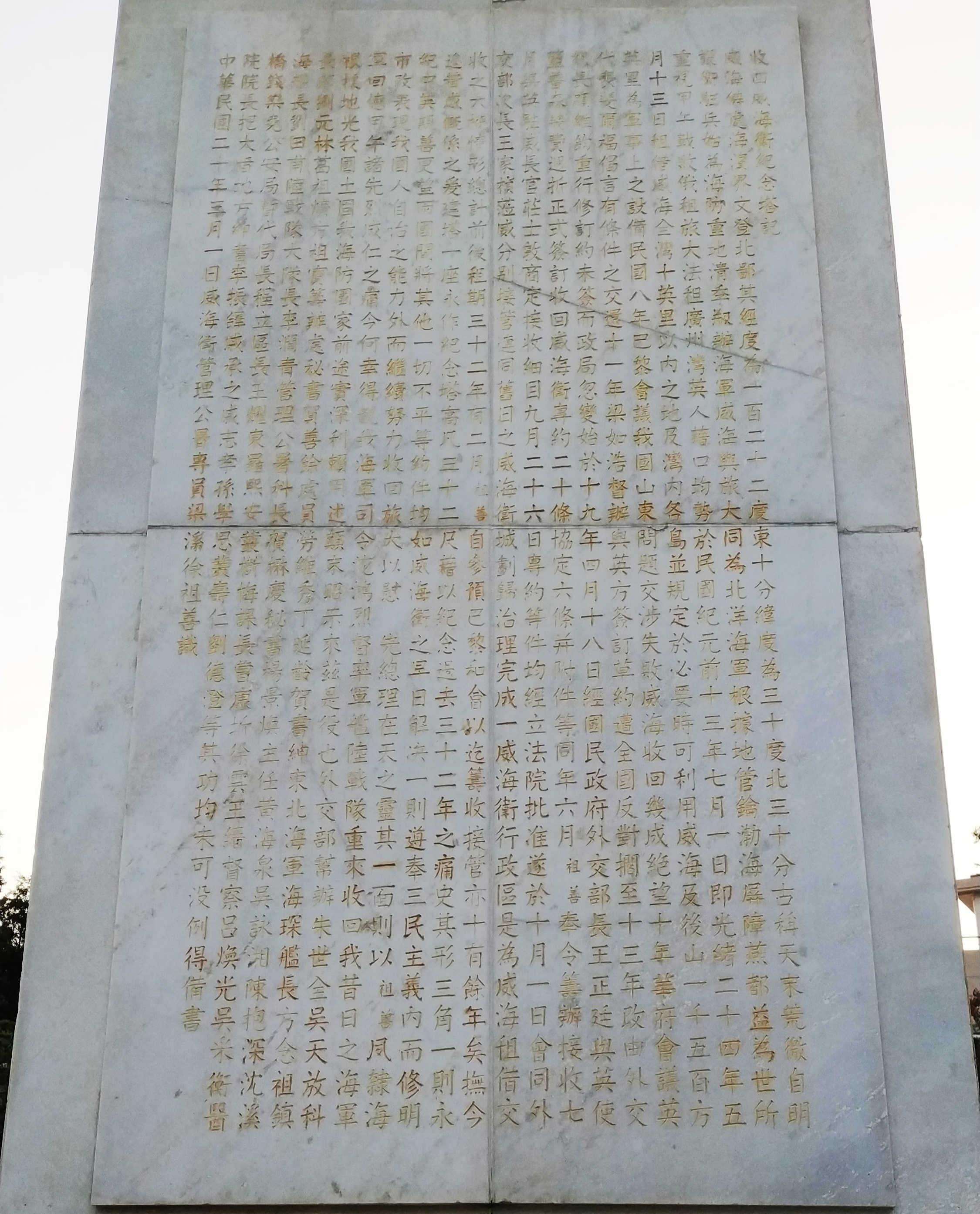
碑文全文

收回威海卫纪念塔位于威海市中心的威海港北三角花园（又名鲸园）内。塔身由45块莱州大理石砌成，截面为下粗上细的三棱柱，三个面寓意第一是中英之亲善，希望两国间其他一切不平等条约都能象威海卫这样早日得到解决；第二是遵奉三民主义，修明市政；第三是追念甲午战争先烈。塔高32英尺，寓意威海卫被英国强租32年；正面向东，刻有时任国民政府外交部长王正廷题写的“收回威海卫纪念塔”魏碑体字，由刘喜贵刻制；下部刻有威海卫管理公署首任专员徐祖善题写的碑文，碑文记载了英国租借威海卫以及中国收回威海卫的过程；另外两侧上部空白，下部刻有《中英交收威海卫专约》及《三民主义》全文。

## 破坏及保护
该塔历史上曾遭受两次破坏。抗日战争时期，日军曾将塔上部分碑文磨去；“文革”时期塔上剩余文字亦被磨去，改刻“毛泽东思想万岁”等标语口号。
1980年8月，威海市人民政府修复纪念塔，采用同种石料依原样西移10米重建，同年列为威海市重点文物保护单位；1981年夏完成修复。然而，随着时间流逝，塔上文字已开始模糊。
2017年4月，威海市文物管理办公室再次修复纪念塔，修复碑文，清理塔面锈迹，并修补护栏。